# Sara Haag
Sara Maria Wilhelmina Haag, född 14 juni 1971 i Farsta, är en svensk reklammakare, regissör, manusförfattare och producent. Hon är syster till  Erik Haag och halvsyster till Kalle Zackari Wahlström.

## Biografi
Sara Haag växte upp i Stockholm och från 9 års ålder i Riddarhyttan i Västmanland. 1984 slog sig familjen ner i Sorunda utanför Nynäshamn. Hon pendlade till den social-estetiska tvååriga gymnasielinjen på Södra Latin och studerade därefter teatervetenskap med tanken att bli teaterregissör. Efter en tid som bland annat regiassistent och sufflör på Dramaten och Helsingborgs stadsteater kom hon in i tv-världen som programledare för Sveriges Televisions Sommarlovsmorgon tillsammans med sin bror Erik 1995. Hon fortsatte sedan på SVT som reporter i bland annat första säsongen av Expedition Robinson 1997, arbetade för Knesset och med programutveckling och redaktörskap på bland annat Strix Television. Detta ledde henne till steget över till reklamvärlden via studier vid Forsbergs skola 1999.
År 2000 var hon en av grundarna av reklambolaget Delorean AB och var dess kreativa chef och regissör för en stor mängd prisbelönta reklamproduktioner för främst radio. 2007 lämnade hon bolaget och startade Sara Haag AB, där hon sedan dess varit verksam med att skapa och regissera en mängd reklamproduktioner för radio- och tv åt stora företag, organisationer och offentliga verksamheter, samt även andra slags produktioner för tv och radio.
År 2009 gjorde hon för Sveriges Radio P1 programserien Sportens eldsjälar, om de många frivilligt engagerade vid landets olika lokala idrottsföreningar. I samarbete med Erik Haag verkade hon som manusförfattare till Kanal 5:s Roast på Berns 2009-10 och till SVT-serien Pappas pengar 2012-13. Hon var regissör och medförfattare till den prisbelönta SVT-humorserien Full patte 2014. 

## Priser och utmärkelser
Haags radioreklam-produktioner har erhållit ett stort antal priser: Guldpriset vid London International Awards 2011 och Bronslejonet vid Cannes Lions International Advertising Festival 2011.  Vid Guldäggetgalan har radioproduktioner (ofta flera olika per år) vunnit Guldägget 2003, 2005, 2011, Silverägget 2003, 2005, 2011 och Diploma 2003, 2004, 2005, 2006, 2008. Dessutom Stora Radioreklampriset bland annat Grand Prix 1:a, 2:a, 3:e plats 2005 och Varumärkesreklam 1:a 2004.
Tv- och filmreklamproduktioner har erhållit: Silverpris vid Epica Awards 2009, 2013. Vid Guldäggetgalan: Silverägg 2009, 2010, Diploma 2009. 
SVT-serien Full patte erhöll Ria 2014.